# Массейс, Квентин
Кве́нтин Ма́ссейс Старший, также Квинтен Метсейс нидерл. Quinten Massijs, Quinten Matsys/Metsys; 10 сентября 1465, Лёвен, Южный Брабант — 13 июля/16 сентября 1530, Антверпен) — фламандский живописец эпохи Северного Возрождения. Его считают основателем антверпенской школы живописи, которая стала ведущей школой живописи Фландрии в XVI веке.

## Жизнь и творчество
Квентин Массейс родился в 1465 году в Лёвене, он был одним из четырёх детей мастера кузнечного дела Йоста Матсиса (ум. 1483) и Кэтрин ван Кинкен. Легенда гласит, что Квентин отказался от карьеры кузнеца, чтобы добиться расположения будущей жены, которая сочла живопись более романтической профессией. Однако Карел ван Мандер в «Книге о художниках» (1604) утверждал, что настоящей причиной была болезнь, во время которой он был слишком слаб, чтобы работать в кузнице, и вместо этого создавал рисунки для карнавальных торжеств. Семья имела приличный доход, и материальное положение также, скорее всего, не было причиной, по которой Массейс обратился к живописи. Вначале Массейс занимался раскрашиванием деревянных скульптур — традиционное занятие подмастерьев ремесленных цехов Средневековья, что дало ему навыки работы масляными красками.
Массейс учился живописи, вероятно, в мастерской Альберта Баутса, куда поступил, чтобы видеться с его дочерью, в которую был влюблён. В 1491 году Массейс прибыл в Антверпен, где открыл свою мастерскую и вступил в Гильдию живописцев. Он продолжал жить и работать в этом городе до конца своих дней.
В тот период, когда Массейс работал в Антверпене, он взял всего четырёх учеников: некоего Ариана, которого предположительно считают Адрианом ван Овербеком (в 1508 году), Виллема Мюленбрука (зарегистрирован в 1501 году), Эдуарта Португалуа (зарегистрирован в 1504 г., магистр в 1506 г.) и Хеннен Бёкмакере (зарегистрирована в 1510 г.). Распространено также мнение, что Иоахим Патинир учился у Массейса. Скорее всего, Патинир был сотрудником и другом Массейса. Так в «Распятии» Массейса (1520) и в «Искушении святого Антония» (Прадо, Мадрид) пейзажный фон написан Патиниром. Отсутствие записей гильдии в это время оставляет под вопросом возможные поездки Массейса в Италию и другие части Нидерландов.
Художественный стиль живописи Массейса, по-видимому, в целом заимствован у Дирка Баутса, который привёз в Лёвен достижения искусства Ханса Мемлинга. Массейс уехал из Лёвена в 1491 году, когда стал мастером Гильдии Святого Луки в Антверпене. Когда Массейс поселился в Антверпене в возрасте двадцати пяти лет, его собственный стиль внёс важный вклад в возрождение фламандского искусства в духе Яна ван Эйка и Рогира ван дер Вейдена.
Что особенно характеризует Квентина Массейса, так это сильное религиозное чувство, которое он унаследовал от более ранних школ. Он писал церковные алтари и триптихи, самый известный из которых для церкви Святого Петра в Лёвене. Массейс также находился под сильным влиянием своих современников Луки Лейденского и Мабюза (Яна Госсарта). Многие портреты Массейса сочетают в себе традиции итальянского и немецкого искусства. Художник активно использовал в качестве фона пейзаж, а также интерьер кабинета, создав новый тип портрета — учёный за работой, — оказавший влияние на его современников, в частности на Ганса Гольбейна-младшего.
Есть основания думать, что он был хорошо знаком с немецкими мастерами: Гансом Гольбейном и Альбрехтом Дюрером. Вероятно, он не раз встречал Гольбейна по пути в Англию. Дюрер, как полагают, в 1520 году посетил его дом в Антверпене. Однако в сравнении с другими художниками Северного Возрождения Массейс избегал изображений изысканных мелких деталей. Матсейс также стал опекуном детей Иоахима Патинира после смерти этого художника.
Наиболее ранние датированные работы Массейса — «Алтарь св. Анны» (1507—1509) и «Алтарь св. Иоанна» (1507—1508) проникнуты глубоким религиозным чувством. «Дева Мария и Христос», «Ecce Homo» и «Mater Dolorosa» (Лондон и Антверпен) отличаются безмятежным спокойствием. Считается, что Массейс был знаком с творчеством Леонардо да Винчи по гравюрам, распространенным среди северных художников (его «Мадонна с Младенцем и Агнцем», вдохновлённая «Мадонной с Младенцем и Святой Анной», отражает влияние да Винчи).
Одной из отличительных черт творчества Массейса является сатирическое начало, которое проявилось в первую очередь в его картинах бытового жанра. Карикатурные изображения банкиров, торговцев, сборщиков налогов подчас несут в себе скрытый морализирующий подтекст и напрямую связаны с произведениями Эразма Роттердамского, с которым художник был лично знаком и даже написал его портрет. Его наиболее известные сатирические произведения в этом жанре — «Портрет пожилого мужчины» (1513) и «Меняла и его жена» (1514).
Массейс умер в Антверпене в 1530 году. Он был религиозным человеком, несмотря на то, что несколько его родственников умерли из-за своей веры. Его сестра Екатерина и её муж пострадали в Лёвене в 1543 году за то, что в то время, период Реформации и религиозных войн, считалось преступлением, караемым смертной казнью: за чтение Библии. Его обезглавили, а её якобы заживо похоронили на площади перед церковью. В 1629 году первое столетие со дня смерти Матсейса было отмечено церемонией установки рельефной доски с сопроводительной надписью на фасаде Антверпенского собора. Говорят, что за эту формулировку ответственен благотворитель Корнелиус ван дер Гест, заявивший: «в свое время кузнец, а затем известный художник», что соответствует легендам, окружающим скромное начало творчества Массейса.
В 1492 году художник женился на Алейт ван Тюйл. От этого союза родилось трое детей. После смерти первой жены Массейс в 1508 году снова женился. Двое сыновей Массейса — Ян и Корнелис, дети от его второго брака с Катариной Хейнс, от которой у него было ещё восемь детей, также стали художниками, как и его внук Квентин Массейс Младший (ок. 1543—1589), названный в его честь. Брат Квентина Старшего — Йост Массейс (1463—1530) был архитектором. Одним из самых известных учеников Квентина Массейса Старшего был Маринус ван Реймерсвале.

## Галерея

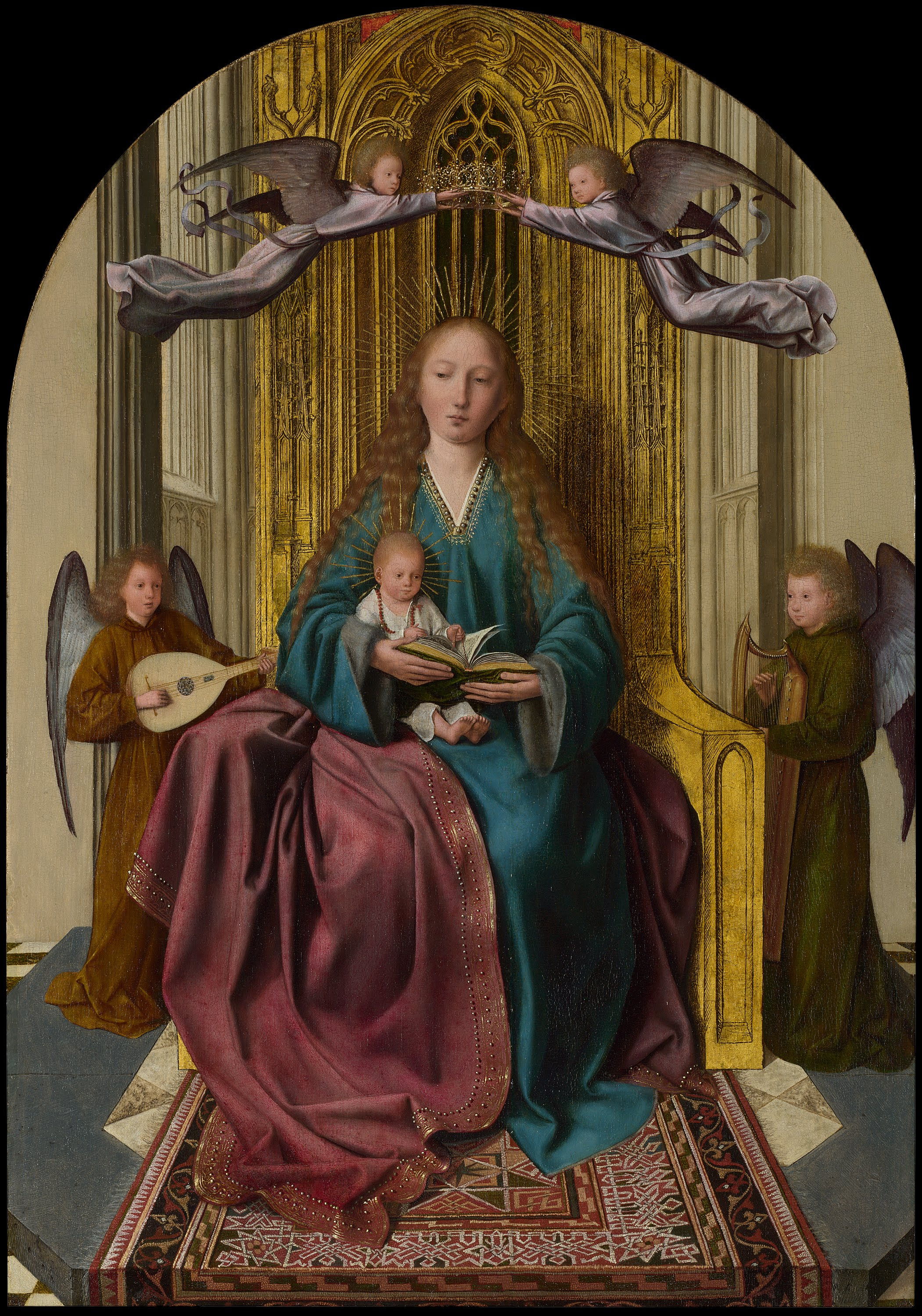
Мадонна с Младенцем на троне и четыре ангела. Между 1493 и 1497. Дерево, масло. Национальная галерея, Лондон
Алтарь мастеров плотницкого дела. 1511. Дерево, масло. Королевский музей изящных искусств, Антверпен
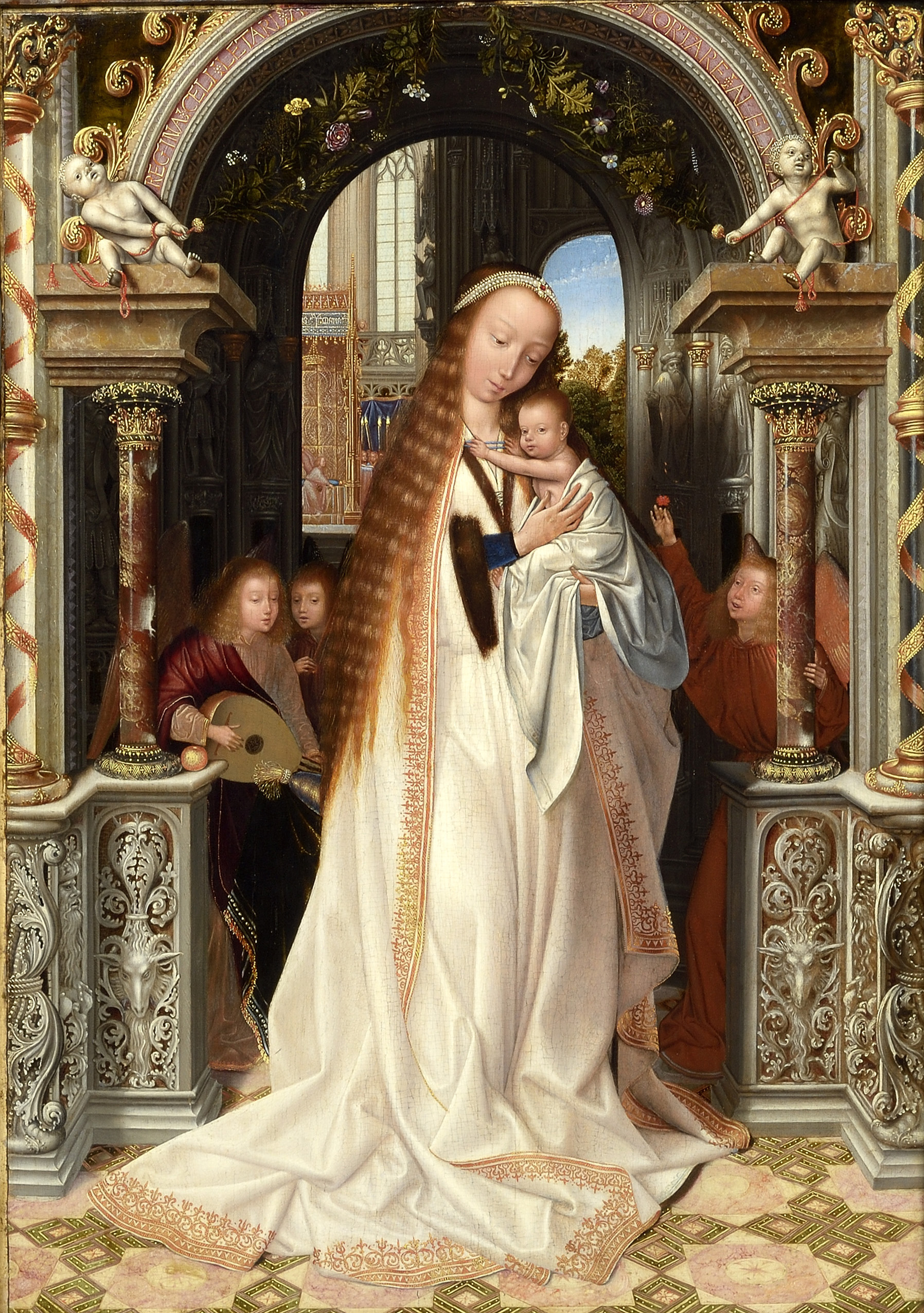
Дева Мария с Младенцем. 1509. Дерево, масло. Музей изобразительных искусств, Лион
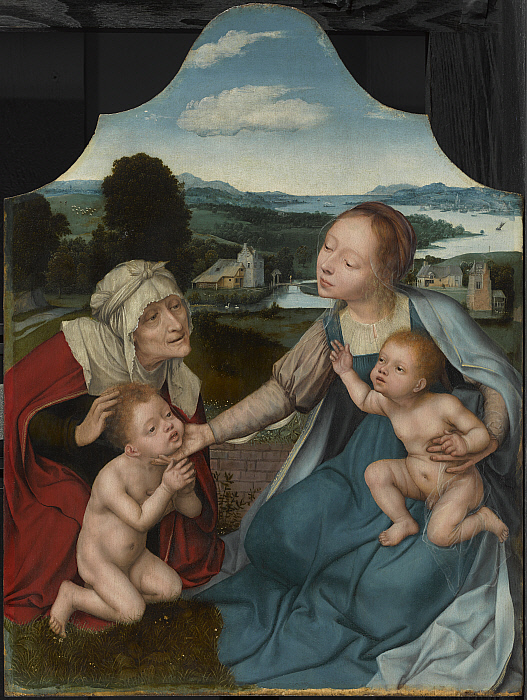
Дева Мария с Младенцем и святыми Елизаветой и Иоанном Крестителем. Между 1520 и 1525. Дерево, масло. Институт искусств Кларка, Уильямстаун, Массачусетс, США
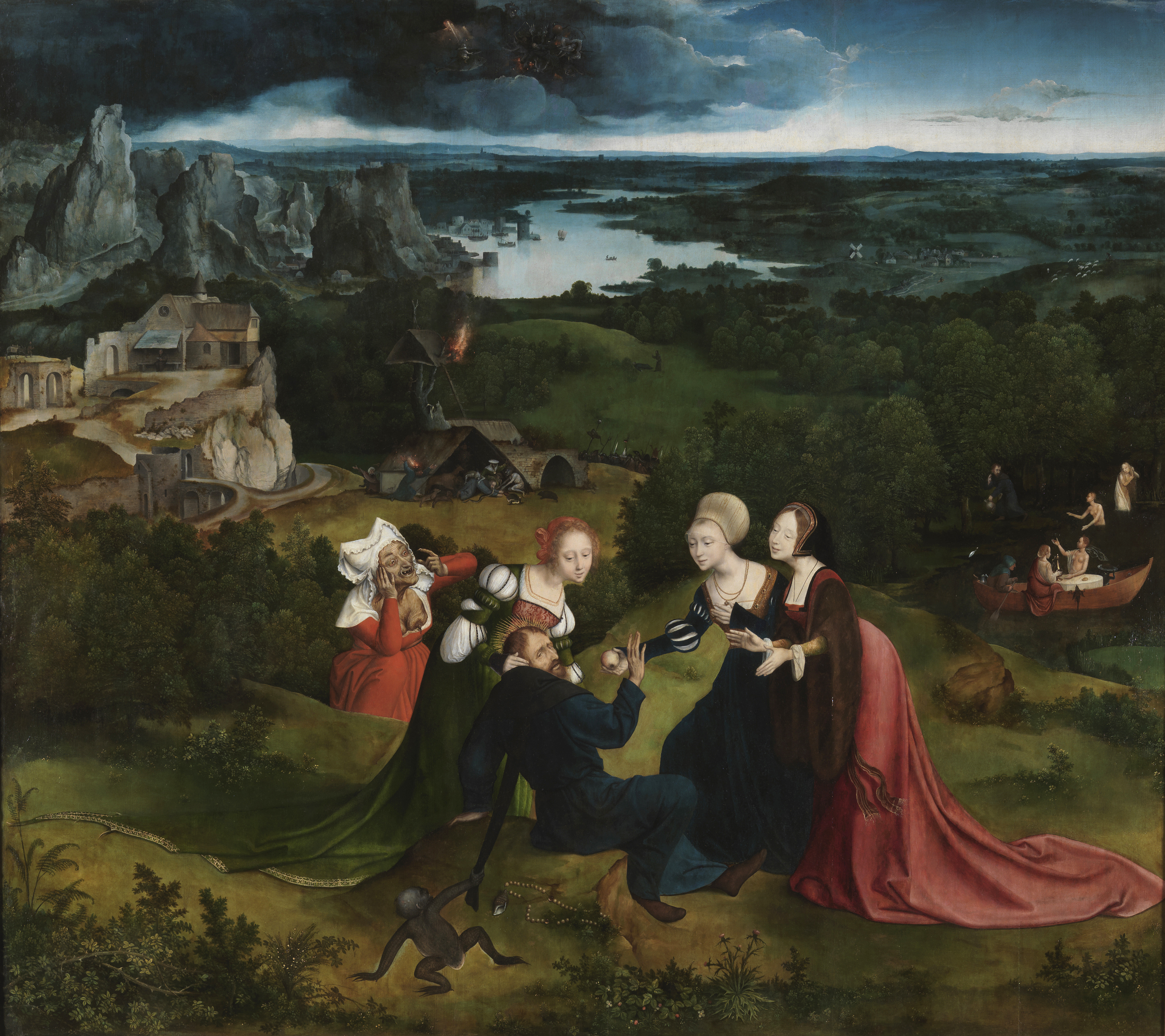
Пейзаж с искушением Святого Антония (gtqpf; написан И. Патиниром. Между 1520 и 1524. Дерево, масло. Прадо, Мадрид
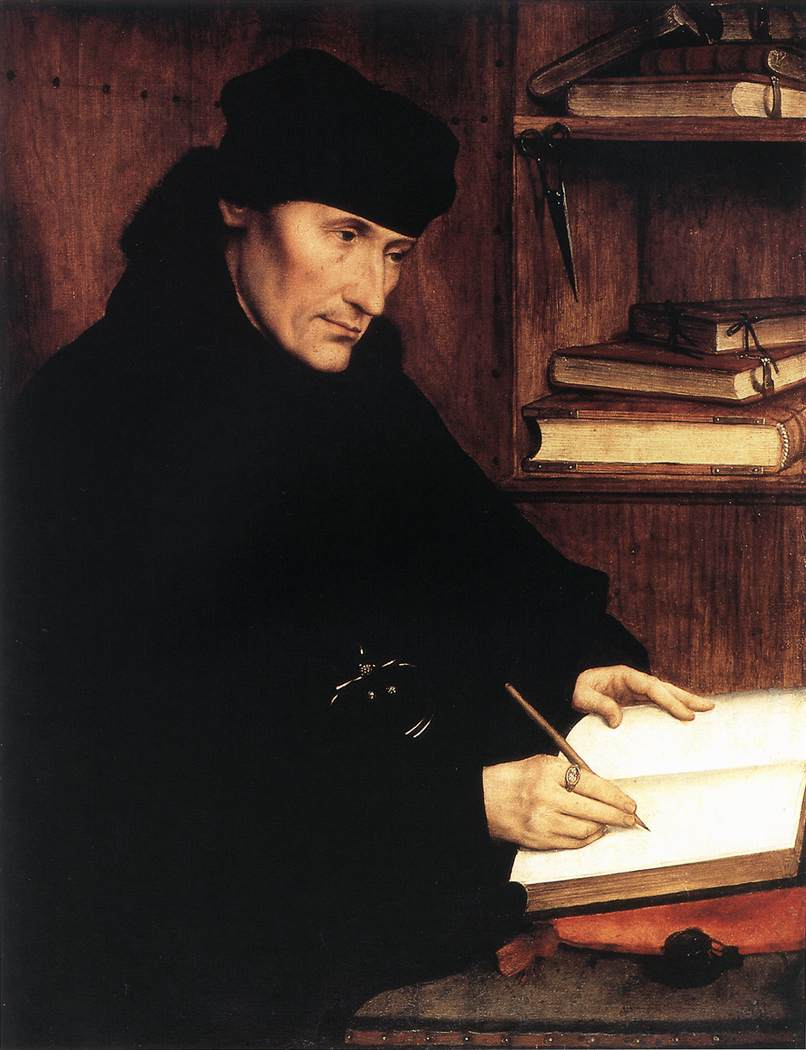
Эразм Роттердамский. 1515. Дерево, масло. Палаццо Барберини, Рим
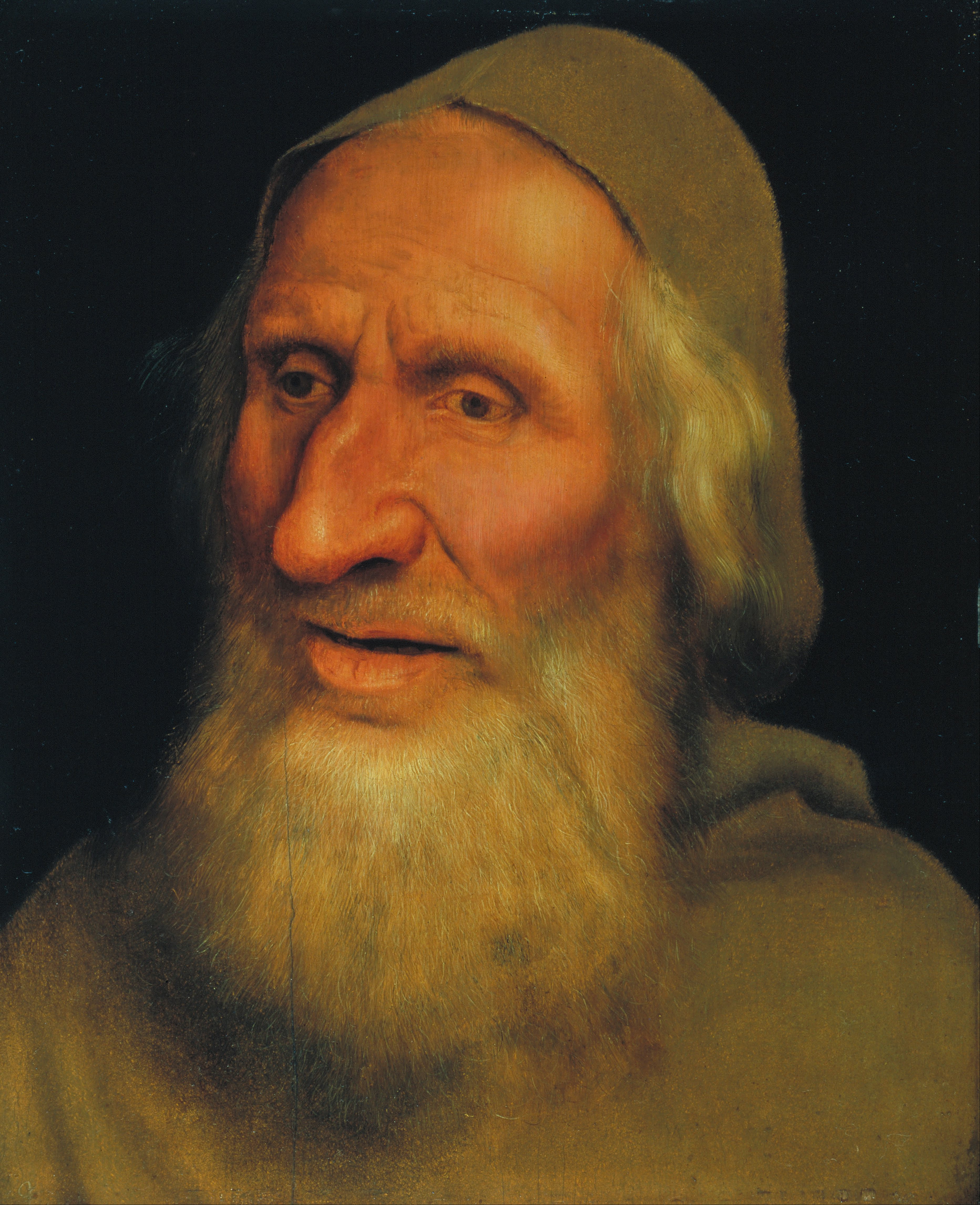
Портрет старика. Ок. 1525. Дерево, масло. Национальный музей искусства Каталонии, Барселона
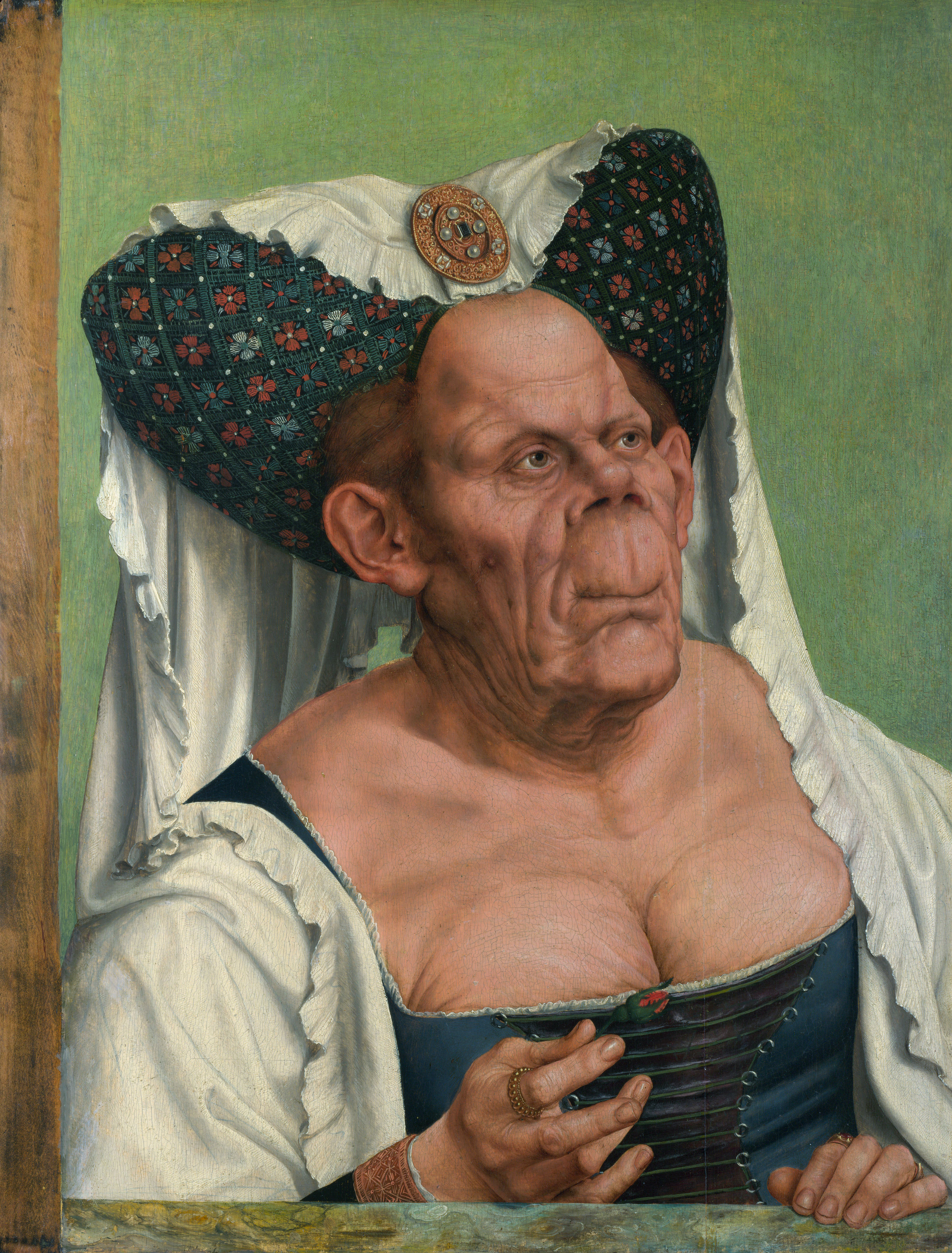
Уродливая герцогиня. Ок. 1513. Дерево, масло. Национальная галерея, Лондон
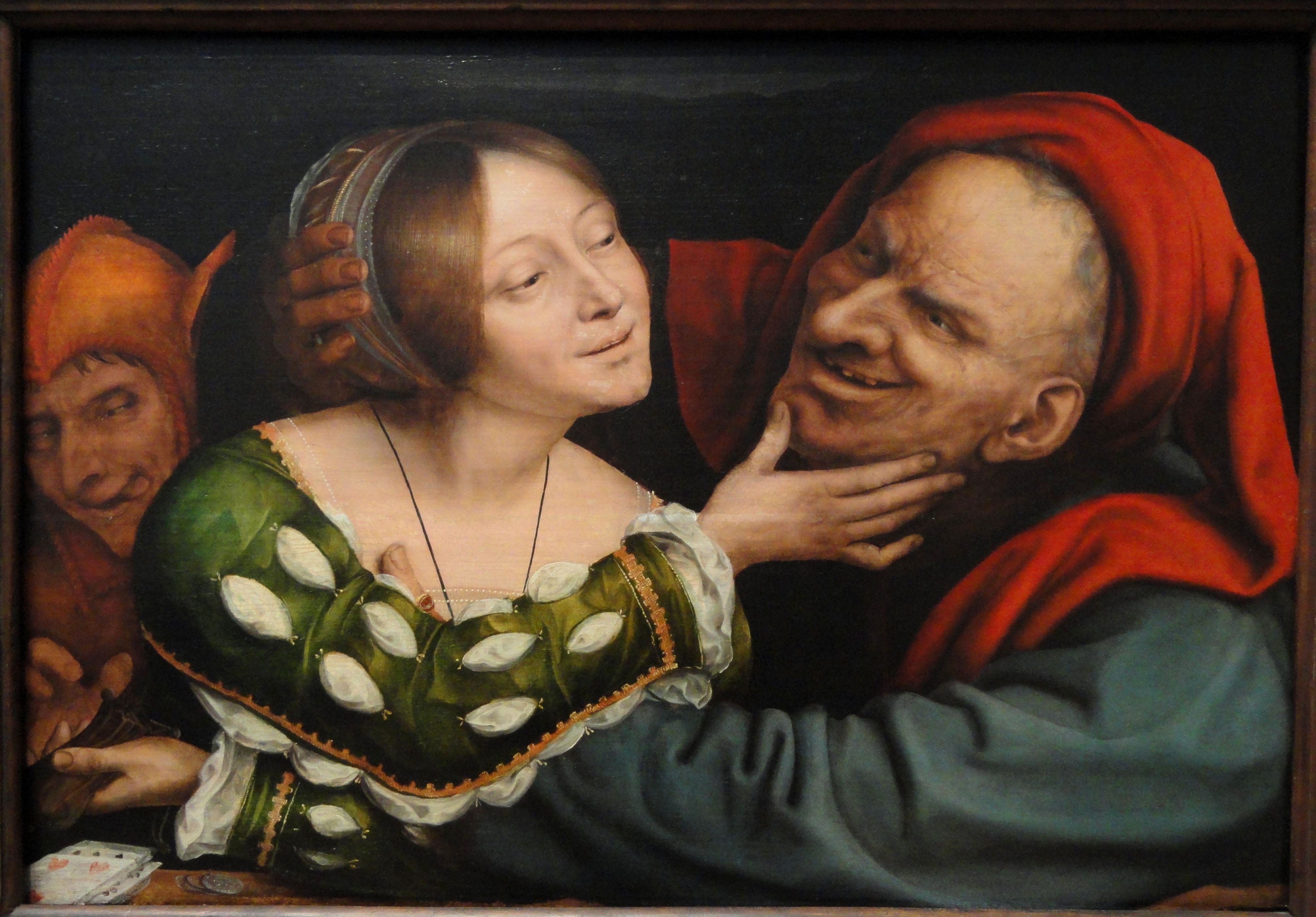
Подходящие любовники. Между 1520 и 1525. Дерево, масло. Национальная галерея искусств, Вашингтон
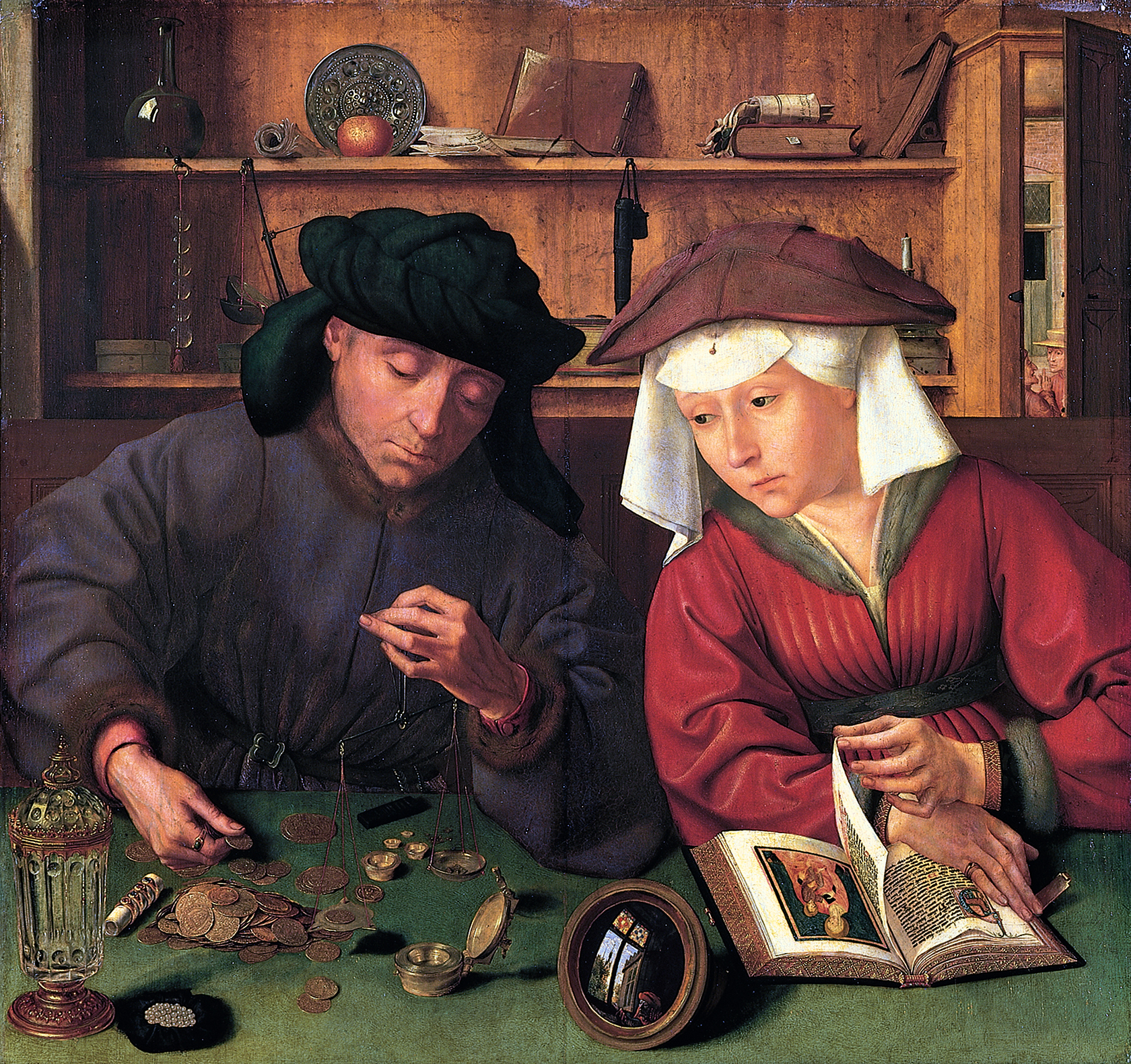
Меняла и его жена. 1514. Дерево, масло. Лувр, Париж
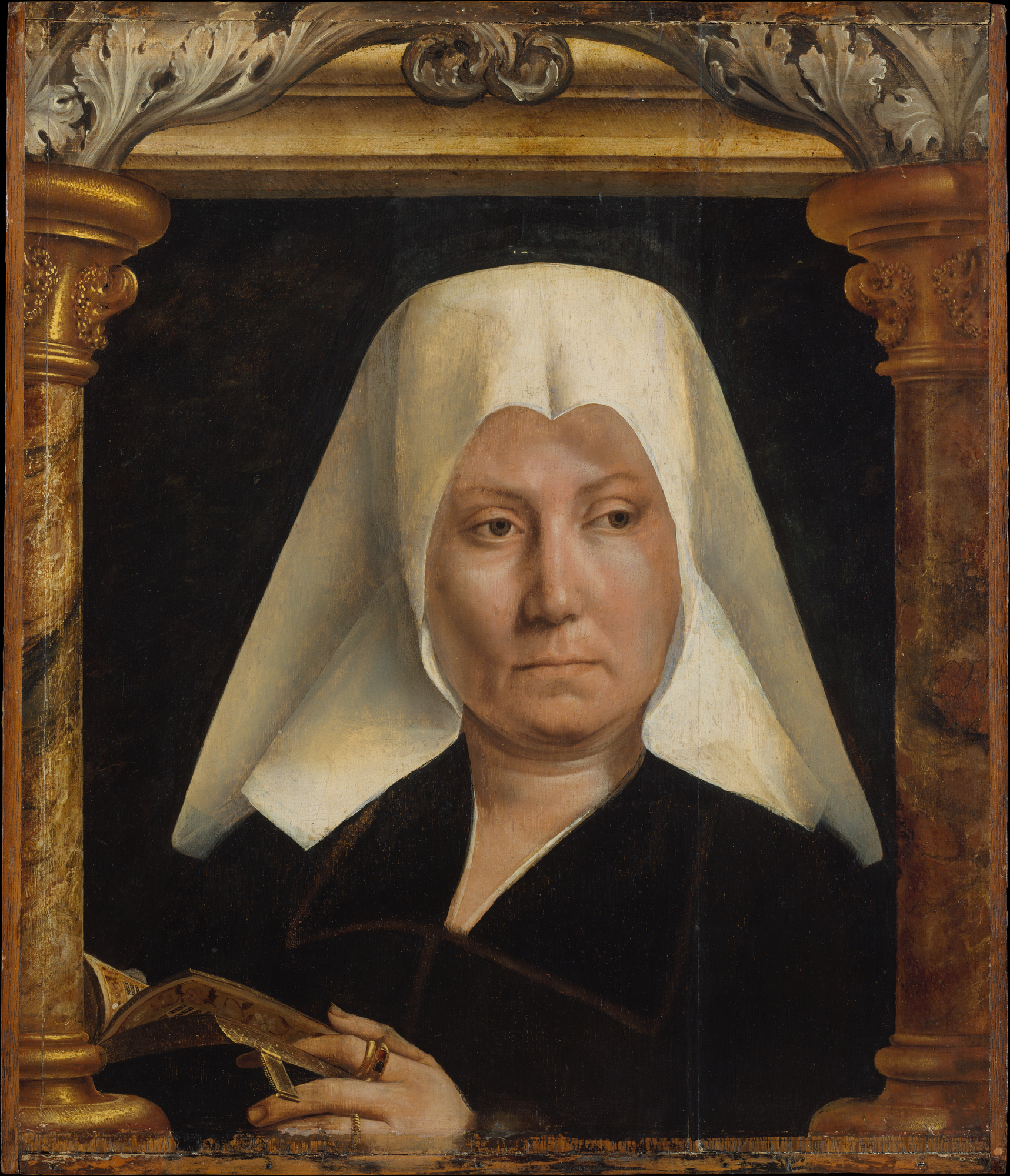
Портрет женщины. 1520. Дерево, масло. Метрополитен-музей, Нью-Йорк
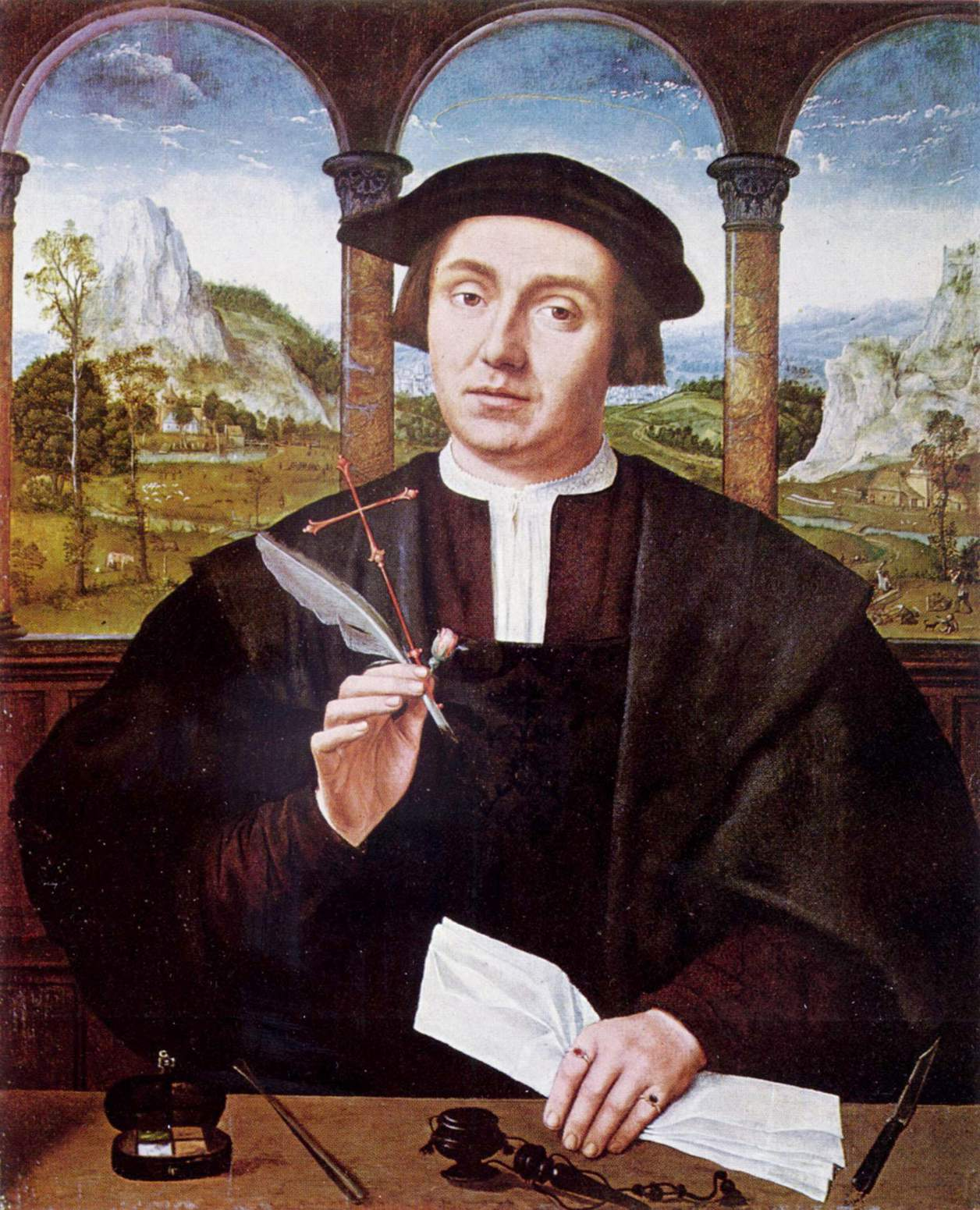
Портрет нотариуса. Между 1510 и 1520. Дерево, масло. Национальная галерея Шотландии, Эдинбург
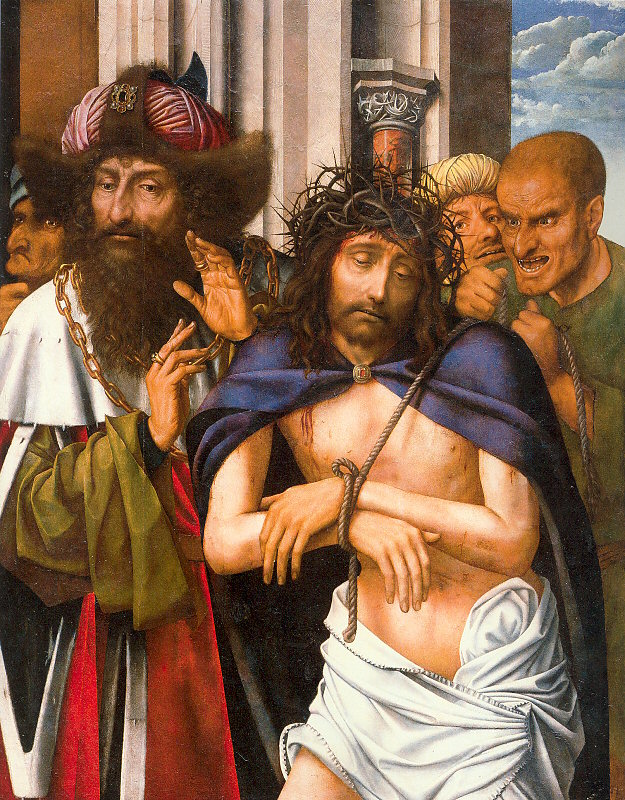
Ecce Homo (Се человек). 1520. Дерево, масло. Дворец дожей, Венеция
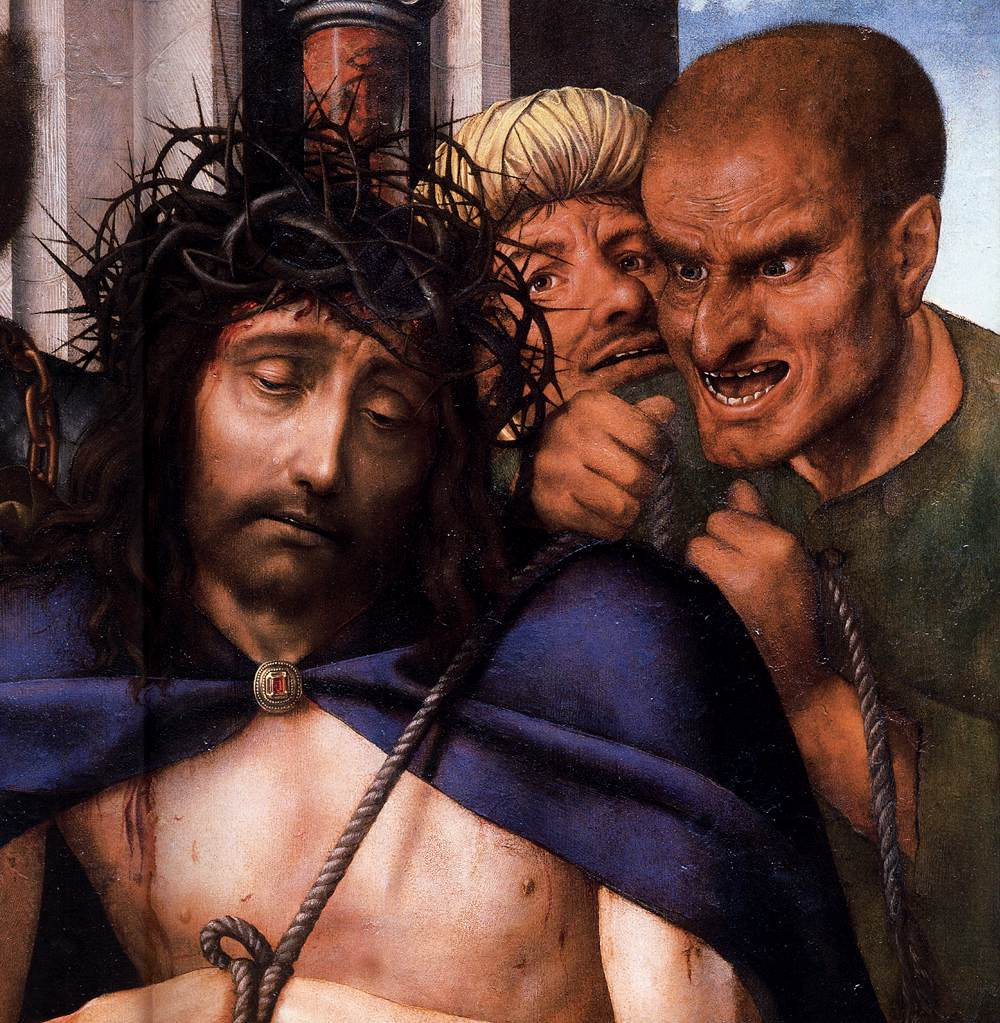
Ecce Homo. Деталь